# Reichspostministerium
Het Reichspostministerium (RPM) (Nederlands: Rijksministerie voor Post) werd in 1919 in de Weimarrepubliek opgericht uit het Reichspostamt (vrije vertaling: Rijkspostambt). Het rijksministerie bestond tot het einde van de Tweede Wereldoorlog.
Na de Tweede Wereldoorlog namen het Bundesministerium für Post und Telekommunikation in West-Duitsland (Bondsrepubliek Duitsland) en het Ministerium für Post- und Fernmeldewesen der DDR in Oost-Duitsland (Duitse Democratische Republiek) het postsysteem in hun respectievelijke landen over.
Tijdens het nationaalsocialisme had het rijksministerie vooral zeggenschap over onderzoeks- en ontwikkelingsafdelingen op het gebied van televisietechniek, hoogfrequentie-technologie, transmissie via kabels (breedband), metrologie en akoestiek (microfoon technologie).

## Geschiedenis
Na de omvorming van het Reichspostamt in het Reichspostministerium, werd in 1920 het Telegraphentechnische Reichsamt als lage autoriteit opgericht. Die werd opgericht door verschillende afdelingen van de Reichspost (vrije vertaling: Rijkspost) samen te voegen, waaronder het Telegraphenversuchsamt, Telegraphenapparateamt, Fernsprechlinienbüro en het Funkbetriebsamt. In 1928 werd het Telegraphentechnische Reichsamt hernoemd in het Reichspostzentralamt. In het Reichspostzentralamt waren de medewerkers ook bezig met onderzoekstaken, waarbij de ontwikkeling en aanschaf van technische innovaties en faciliteiten voor post-, telegrafie-, telefoon- en radiosystemen centraal stonden.
In 1933, toen de nazi's controle kregen over de rijksregering, werden politieke voorrechten doorslaggevend wat maakte dat het Rijksministerie voor Post met de Duitse Rijkspost een instrument werd van de strategische leiding van de rijksregering en de Wehrmacht. Politieke en militaire richtlijnen bepaalde de richting van de organisatie en de technologische ontwikkeling van de diensten van de Duitse Rijkspost. Het principe van de Duitse Rijkspost als een zakelijke onderneming werd vervangen door het nazi-principe dat de Duitse Rijkspost een overheidsinstelling was die belangrijke soevereine rechten van de staat uitoefende.
In de periode 1933-1935 werd de DRP politiek geheroriënteerd en gebruikt als een instrument voor het economische beleid van de nazi's. Van 1936 tot 1939 werd de Duitse Rijkspost ondergeschikt gesteld aan het beleid van economische zelfvoorziening en voorbereiding op de oorlog.
In 1935 na de vereniging van het Saargebied met Duitsland, werd de post en de telecommunicatiediensten van het Saargebied opgenomen in het DRP. Na de Anschluss in 1938 werd de Österreichische Post- und Telegraphenverwaltung (ÖPT) en de Postsparkasse een onderdeel van de DRP.

## Rijksministers
| Nr. | Afbeelding | Minister                           | Aangetreden      | Einde termijn    | Duur termijn      | Partij          | Kabinet                                                     |
| --- | ---------- | ---------------------------------- | ---------------- | ---------------- | ----------------- | --------------- | ----------------------------------------------------------- |
| 1   |            | Johannes Giesberts (1865-1938)     | 13 februari 1919 | 14 november 1922 | 3 jaar, 274 dagen | Zentrum         | Scheidemann, Bauer, Müller I, Fehrenbach, Wirth I, Wirth II |
| 2   |            | Karl Stingl (1864-1936)            | 22 november 1922 | 12 augustus 1923 | 263 dagen         | BVP             | Cuno                                                        |
| 3   |            | Anton Höfle (1882-1925)            | 13 augustus 1923 | 15 december 1924 | 1 jaar, 124 dagen | Zentrum         | Stresemann I, Stresemann II, Marx I, Marx II                |
| 4   |            | Karl Stingl (1864-1936)            | 15 januari 1925  | 17 december 1926 | 1 jaar, 336 dagen | BVP             | Luther I, Marx III                                          |
| 5   |            | Georg Schätzel (1875-1934)         | 28 januari 1927  | 30 mei 1932      | 5 jaar, 123 dagen | BVP             | Marx IV, Müller II, Brüning I, Brüning II                   |
| 6   |            | Paul von Eltz-Rübenach (1875-1943) | 1 juni 1932      | 2 februari 1937  | 4 jaar, 246 dagen | Onafhankelijken | Schleicher, Papen, Hitler                                   |
| 7   |            | Wilhelm Ohnesorge (1872-1962)      | 2 februari 1937  | 30 april 1945    | 8 jaar, 87 dagen  | NSDAP           | Hitler                                                      |
| 8   |            | Julius Dorpmüller (1869-1945)      | 2 mei 1945       | 23 mei 1945      | 21 dagen          | NSDAP           | Schwerin von Krosigk                                        |

## Staatssecretarissen[3]
- Hans Bredow (1 april 1921 – 31 mei 1926)
- Karl Sautter (1 oktober 1923 – juli 1933)
- Ernst Feyerabend (1 juni 1926 – 31 januari 1933)
- August Kruckow (1 februari 1933 – 28 februari 1933)
- Wilhelm Ohnesorge (1 maart 1933 – 3 juli 1937)
- Jakob Nagel (februari 1937 – 1945)

## Organisatie[1][4]
De organisatie van het Rijksministerie voor post als volgt:
- Reichsminister: zie rijksministers
- Unterstaatssekretär: tot 19 februari 1919 daarna staatssecretarissen[3]

- Auslandpolitische und Kolonialabteilung:

- Zentralabteilung (Centrale afdeling):
  - Politische Angelegenheiten (politieke aangelegenheden)
  - Personalführung (personeelsmanagement)
  - Ausbildung- und Sozialwesen (opleiding- en sociale welzijnszorg)
  - Feldpost (veldpost)
  - Postschutz (postbescherming)
  - Pressedienst (persdienst)
  - Werbedienst (reclame dienst)
  - Abwehrangelegenheiten (afweeraangelegenheden)
  - Sportpflege (sportverzorging)
  - Sondereinsatz der Reichspost (speciale inzet van de Rijkspost)

- Sonderabteilung F1:
  - Funkanlagenbau  (bouw radiosystemen)
  - Rundfunk  (radio)

- Abteilung I: 
  - Postwesen (posterijen)
  - Postkurswesen
  - Luftpost (luchtpost)
  - Postdienst mit Ausland (postdienst met het buitenland)
  - Postcheck (postcheque)
  - Postsparkassendienst (postspaarbank dienst)

- Abteilung II:
  - Fernsprechwesen (telefonie)
  - Fernkabel (lange telefoniekabel)
  - Fernleitungsnetz (afstand leidingnet)

- Abteilung III:
  - Telegraphen (telegraaf)
  - Funkwesen (radiowezen)

- Abteilung IV: 
  - Personalangelegenheiten (personeelszaken)

- Abteilung V:
  - Haushalt (huishouden)
  - Finanz (geldwezen)
  - Kassen (kas)
  - Rechnungswesen (bedrijfsadministratie)

- Abteilung VI:
  - Verwaltungstechnische Angelegenheiten (administratieve aangelegenheden)
  - Beschaffungswesen (verwervings-wezen)
  - Postkraftfahr (post motoren)
  - Machinenwesen (Mechanisch wezen)

- Behörden und Dienststellen (Instanties en kantoren):
  - Reichspostzentralamt (rijkspost centrale ambt)
  - Forschungsanstalt der Deutschen Reichspost
  - Postsparkassenamt (postspaarbank ambt)
  - Hauptverwaltung der Versorgungsanstalt der Deutschen Reichspost (hoofdbestuur van de pensioeninstelling van de Duitse Rijkspost)
  - Reichspostbaudirektion (rijkspost bouwbeheer)
  - Versorgungsanstalt der Deutschen Reichspost (pensioeninstelling van de Duitse Rijkspost)
  - Reichsdruckerei (rijksdrukkerij)